# Baeotis citrina
Baeotis citrina är en fjärilsart som beskrevs av Adalbert Seitz 1917. Baeotis citrina ingår i släktet Baeotis och familjen Riodinidae. Inga underarter finns listade i Catalogue of Life.